# Салонн
Сало́нн (фр. Salonnes) — коммуна во французском департаменте Мозель региона Лотарингия. Относится к  кантону Шато-Сален.	

## География
Салонн расположен в 45 км к юго-востоку от Меца. Соседние коммуны: Шато-Сален на севере, Морвиль-ле-Вик на северо-востоке, Вик-сюр-Сей и Муаянвик на юго-востоке, Шамбре на западе.
Салонн расположен в аграрной зоне и окружён полями пшеницы.

## История
- В окрестностях Салонн расположен археологический участок «брикетаж-де-ла-Сей» поселения бронзового века.
- Коммуна впервые упоминается в 777 году.

## Демография
По переписи 2007 года в коммуне проживало 180 человек.

## Достопримечательности
- Замок де Бюртекур (1812—1830).